# Nationalitätszeichen
Ein Nationalitätszeichen ist ein Zeichen, das die Zuordnung einer Einheit zu einem Staat oder einer Nation auf den ersten Blick ermöglichen soll. Ein solches Nationalitätszeichen kann zum Beispiel die jeweilige Staatsflagge sein, die sichtbar mitgeführt wird.
In manchen Bereichen ist die Verwendung der Nationalitätszeichen durch internationale Vereinbarungen geregelt, um eine weltweit eindeutige Zuordnung zu ermöglichen. Solche Regelungen gibt es etwa bei Kraftfahrzeugen, bei Schiffen (Schiffsnummer) und Segelbooten (Segelzeichen) oder bei Flugzeugen (Luftfahrzeugkennzeichen). Hier besteht das Nationalitätszeichen aus (jeweils unterschiedlichen) Buchstabenkombinationen.

## Nationalitätszeichen im Straßenverkehr
Nationalitätszeichen im Straßenverkehr, auch als Länderkennzeichen, Ländercode, Länderschlüssel oder offiziell Unterscheidungszeichen für den Zulassungsstaat bezeichnet, zeigen anderen die Herkunft eines Kraftfahrzeuges an, genauer: in welchem Land es zur Teilnahme am öffentlichen Straßenverkehr zugelassen worden ist. Es ist rechtlich Bestandteil des amtlichen nationalen Kraftfahrzeugkennzeichens.

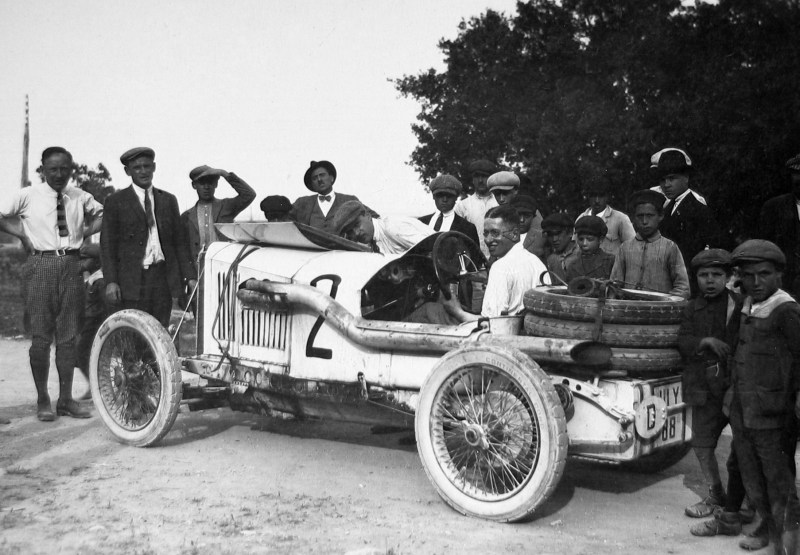
Steiger bei der Targa Florio, man beachte das Nationalitätszeichen am Heck.

Das Nationalitätszeichen geht zurück auf das am 11. Oktober 1909 abgeschlossene Internationale Abkommen über Kraftfahrzeugverkehr (Pariser Abkommen). Die Regelungen gelten in vielen Ländern in Verbindung mit dem Wiener Übereinkommen über den Straßenverkehr vom 8. November 1968, insbesondere Art. 37 in Verbindung mit Anhang 3. Zu den Unterzeichnerstaaten gehören unter anderem die Bundesrepublik Deutschland, die Republik Österreich und die Schweizerische Eidgenossenschaft.
Unter anderen wurde für Deutschland D, für die Landesteile der Doppelmonarchie Österreich-Ungarn Österreich A (Austria) sowie Ungarn H, für die Schweizerische Eidgenossenschaft CH (lateinisch Confœderatio Helvetica) und für das Fürstentum Liechtenstein FL (seit 1924) vereinbart.

### Situation in Deutschland

Nationalitätszeichen Deutschland

Nach dem Zweiten Weltkrieg führten beide deutsche Staaten zunächst das Nationalitätszeichen „D“. Am 1. Januar 1974 führte dann die DDR das Nationalitätszeichen „DDR“ ein.
Geregelt wird das Nationalitätszeichen in Deutschland seit 1. März 2007 durch § 21 Abs. 2 Fahrzeug-Zulassungsverordnung (FZV), zuvor (1910–2007) durch die Verordnung über internationalen Kraftfahrzeugverkehr – IntKfzV. Mit dem Inkrafttreten der FZV wurde der Begriff Unterscheidungszeichen für den Zulassungsstaat statt Nationalitätszeichen eingeführt.
Das Nichtführen, das falsche Anbringen oder das Anbringen verwechslungsfähiger Nationalitätszeichen kann mit einem Verwarnungsgeld belegt werden. Das Führen eines unrichtigen Nationalitätszeichens in Verbindung mit einem amtlichen Kfz-Kennzeichen ist als Vergehen des Kennzeichenmissbrauchs (§ 22 Straßenverkehrsgesetz) strafbar.

### Situation in der Schweiz
Für Schweizer Fahrzeuge ist das Anbringen des Nationalitätszeichens nicht vorgeschrieben. Obligatorisch ist es nur, wenn das Fahrzeug ins Ausland fährt. Dann ist der sogenannte CH-Aufkleber nötig, weil auf Schweizer Kraftfahrzeugkennzeichen kein Ländercode angegeben ist. Das Schweizerkreuz, das stattdessen auf dem hinteren Kennzeichen abgebildet ist, ersetzt das Nationalitätszeichen nicht. Die verbreitete Unkenntnis dieser Regel führt dazu, dass Schweizer im Ausland oft wegen des fehlenden Aufklebers gebüsst werden.

### Europäischer Wirtschaftsraum
In den EWR-Staaten, der Schweiz sowie in Beitrittsstaaten der Wiener Straßenverkehrskonvention, gilt das Euro-Kennzeichen als Ersatz für die ovalen Nationalitätszeichen.

### Ausgestaltung
Gemäß der Anlage C des Internationalen Abkommens über Kraftfahrzeugverkehr vom 11. Oktober 1909 ist das Nationalitätszeichen ein länglich rundes und weißes Schild der Breite 30 cm und Höhe 18 cm. Die bis zu drei Buchstaben müssen eine Höhe von 10 cm und eine Strichbreite von 15 mm aufweisen. Nach § 5 dieses Abkommens ist dieses Unterscheidungszeichen rückseitig auf einer Tafel oder auch auf dem Fahrzeug selbst anzubringen.
Das Wiener Übereinkommen über den Straßenverkehr (Anhang 3) vom 8. November 1968 lässt auch ein kleineres Zeichen zu: 8 cm hohe Buchstaben mit einer Strichbreite von 10 mm sind auf einer weißen Ellipse der Breite 17,5 cm und Höhe 11,5 cm in schwarzer Farbe aufgemalt. Bei Länderkürzeln mit drei Buchstaben ist außer bei Motorrädern und ihren Anhängern ein 24 cm breites und 14,5 cm hohes Zeichen zu verwenden. Auch Anhänger sind mit dem Nationalitätszeichen zu versehen.
Außer dass sich das Nationalitätszeichen gut sichtbar an der Rückseite des Fahrzeugs befinden muss, bestehen keine weiteren generellen Vorschriften hinsichtlich der Anbringung. Insbesondere in Deutschland sind alternative Ausführungen gemäß beiden Abkommen möglich. Einige Staaten machen hierzu eigene Vorgaben, darunter Namibia und Südafrika, in denen das Nationalitätszeichen stets hinten rechts anzubringen ist.
In der Praxis sind gelegentlich Symbole wie Flaggen oder Wappen, aber auch Werbung auf den Zeichen zu finden. Ebenfalls haben sich nationale Besonderheiten herausgebildet. In Frankreich war ein auf dem Kopf stehendes Oval verbreitet, in der Schweiz und in Liechtenstein fehlt häufig die Umrandung. Bosnien und Herzegowina verwendet oft BiH statt BIH.

### Vergabe und Systematik
Nationalitätskennzeichen wurden nicht nur an selbstständige Staaten, sondern auch an abhängige Gebiete sowie Kolonien vergeben. In der Regel werden die Kürzel entweder aus dem Landesnamen in der jeweiligen Landessprache (wie E für España) oder der englischen bzw. französischen Übersetzung abgeleitet. Abweichungen treten zum Beispiel im Fall der Schweiz auf, wo das Kürzel CH dem lateinischen Confoederatio Helvetica entstammt. In anderen Fällen wird der vollständige Staatsname abgekürzt wie bei RA für República Argentina. Somit entsprechen die Kürzel nicht der heute international üblichen ISO 3166-Norm.
Eine systematische Zuteilung lässt sich vor allem bei den Britischen Kolonien und Protektoraten erkennen. So erhielten die europäischen Gebiete zunächst die vom Mutterland genutzten Buchstaben GB für Great Britain ergänzt um einen weiteren Buchstaben wie A für Alderney, G für Guernsey usw. An die Kolonien in Ostafrika wurde EA für East Africa plus K für Kenia, T für Tanganjika, U für Uganda usw. vergeben. Ein ähnliches Vorgehen wurde mit WAx für die westafrikanischen Gebiete durchgeführt. Noch heute nutzen Staaten wie Kenia oder Gambia (WAG) dieses koloniale System.
Ändert sich der Staatsname, hat dies meist auch Auswirkungen auf die Nationalitätszeichen. Zaire wechselte beispielsweise nach der Rückbenennung in Demokratische Republik Kongo von ZRE auf CD (und später auf CGO). Für einen Kürzelwechsel muss allerdings nicht zwingend ein solcher Anlass vorliegen: Rumänien änderte R zu RO, Finnland 1993 SF (Suomi/Finland) zu FIN und das Vereinigte Königreich 2021 GB zu UK, ohne dass sich Staatsname oder -form änderten.

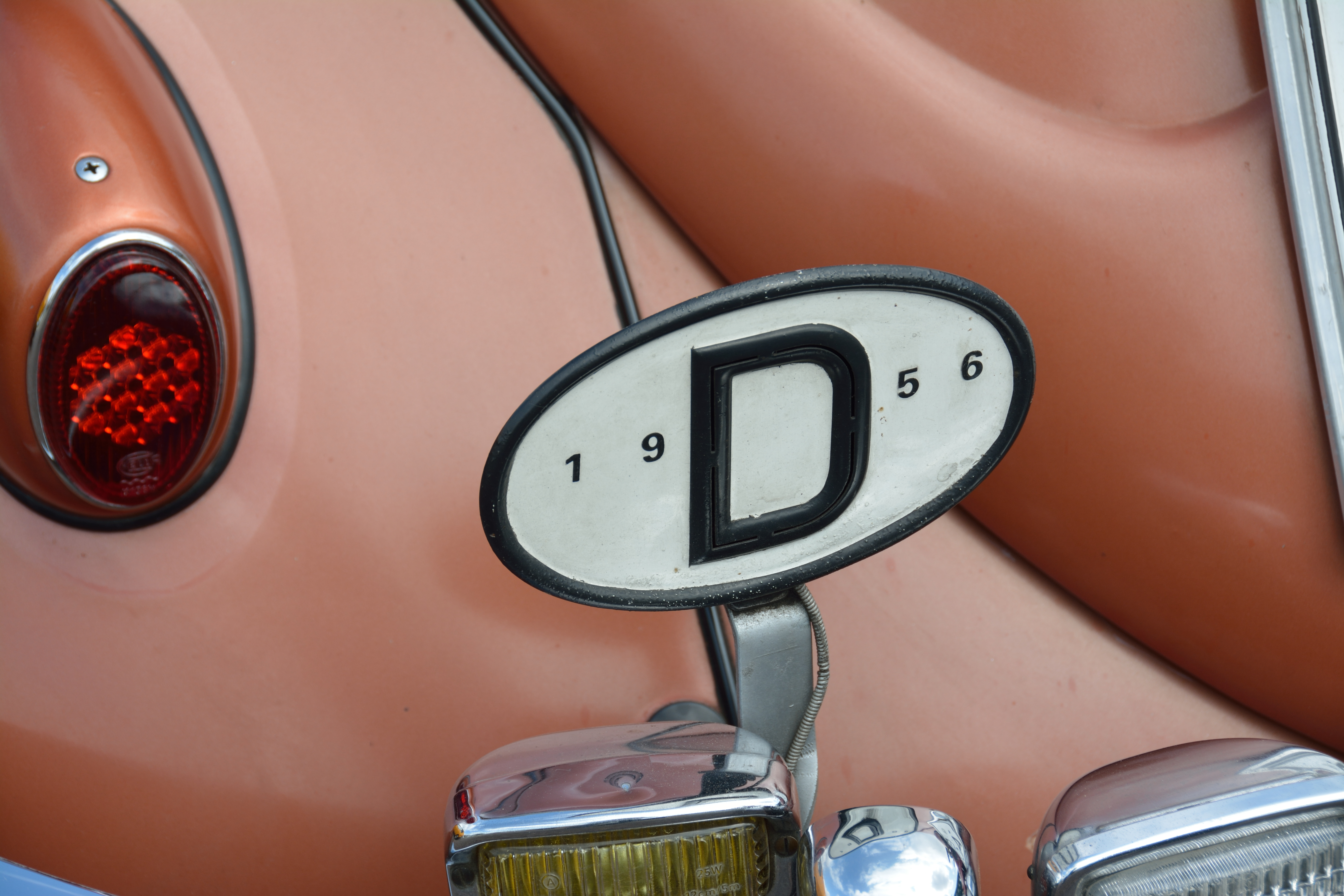
Beleuchtbares Kennzeichen an einem VW Käfer Cabrio von 1956, Vorderseite
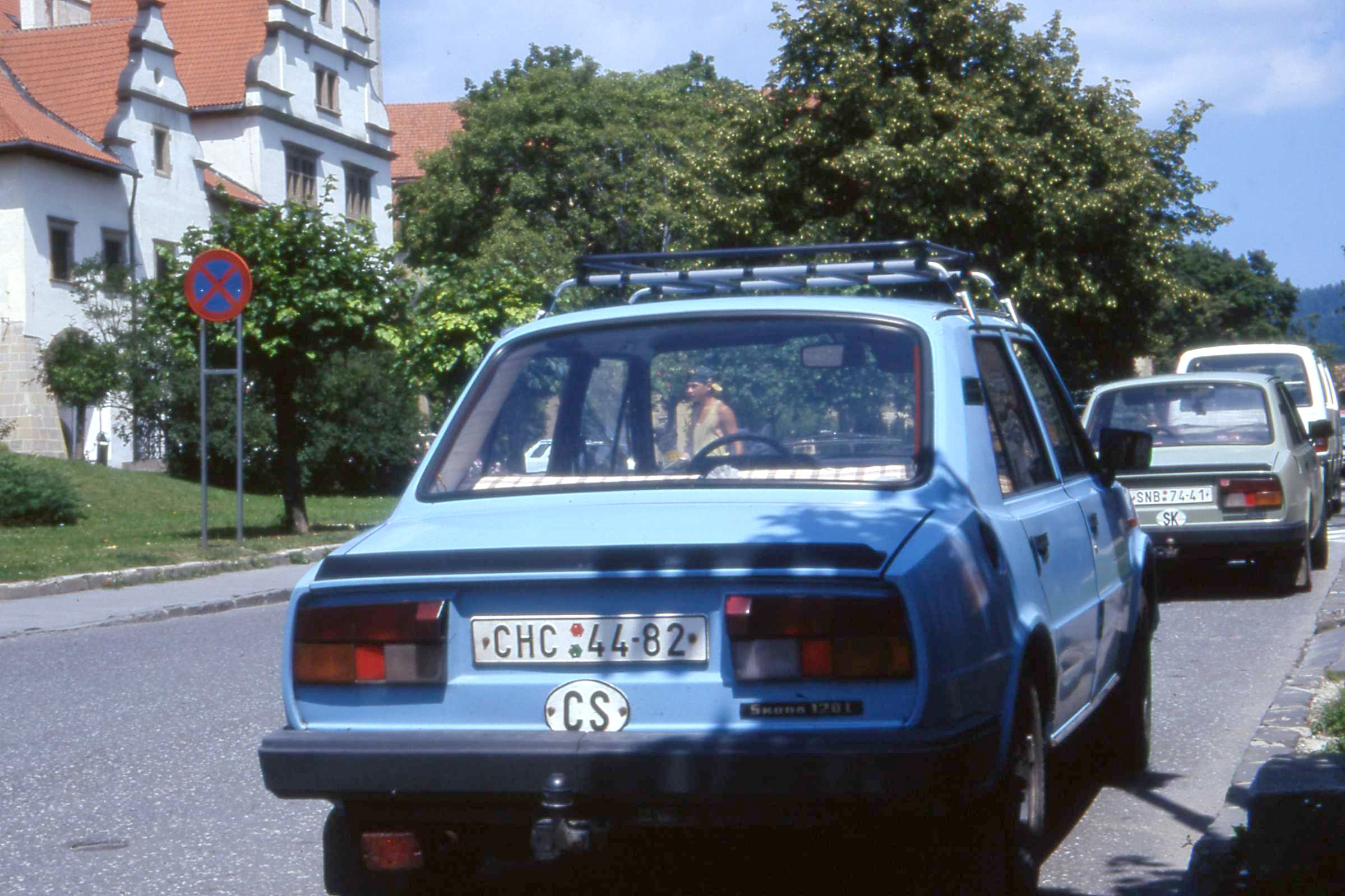
CS-Oval der Tschechoslowakei an einem Škoda 120L
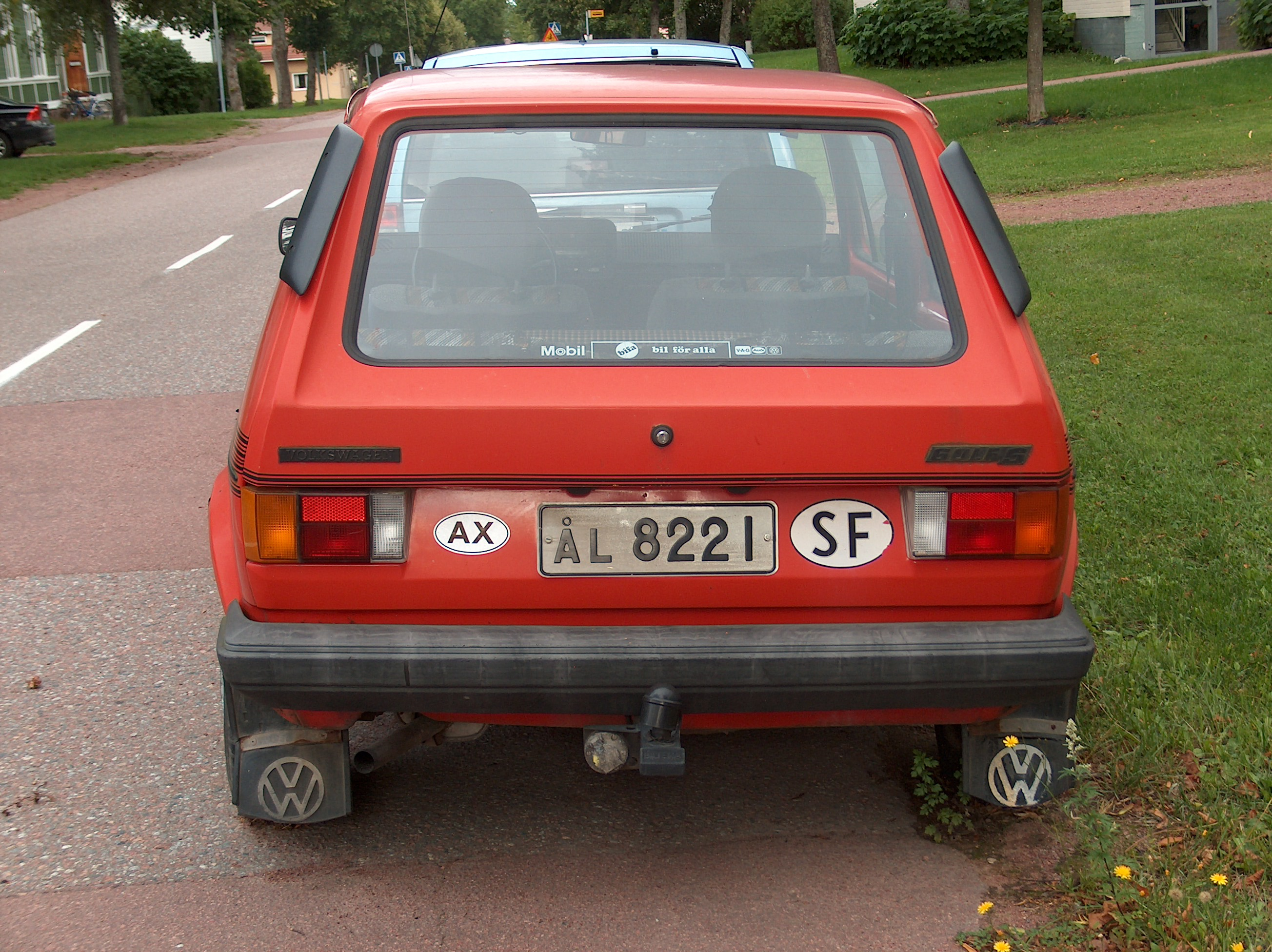
AX für Åland und SF für Finnland (bis 1993) an einem VW Golf I
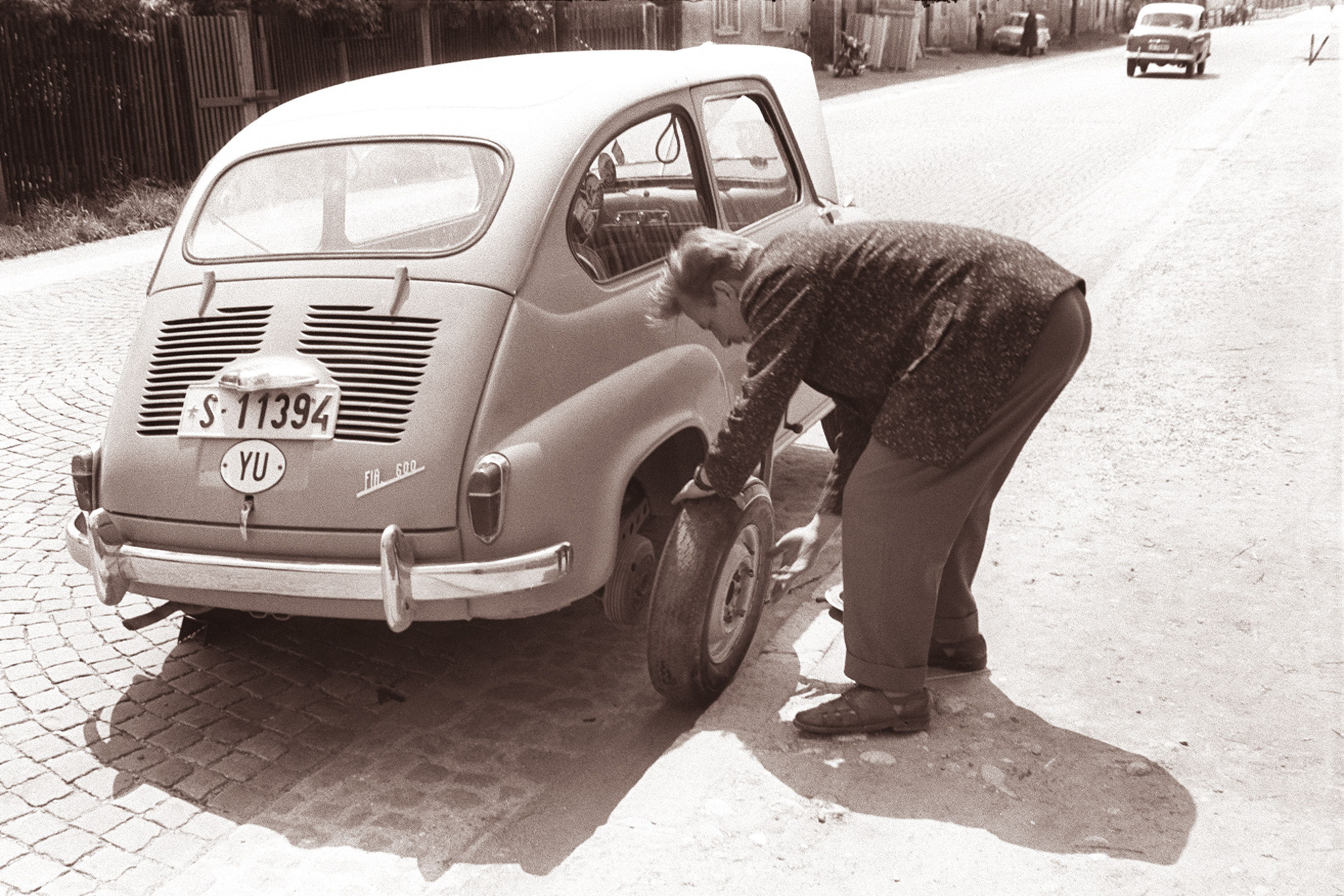
YU für Jugoslawien (bis 2003) an einem Fiat 600
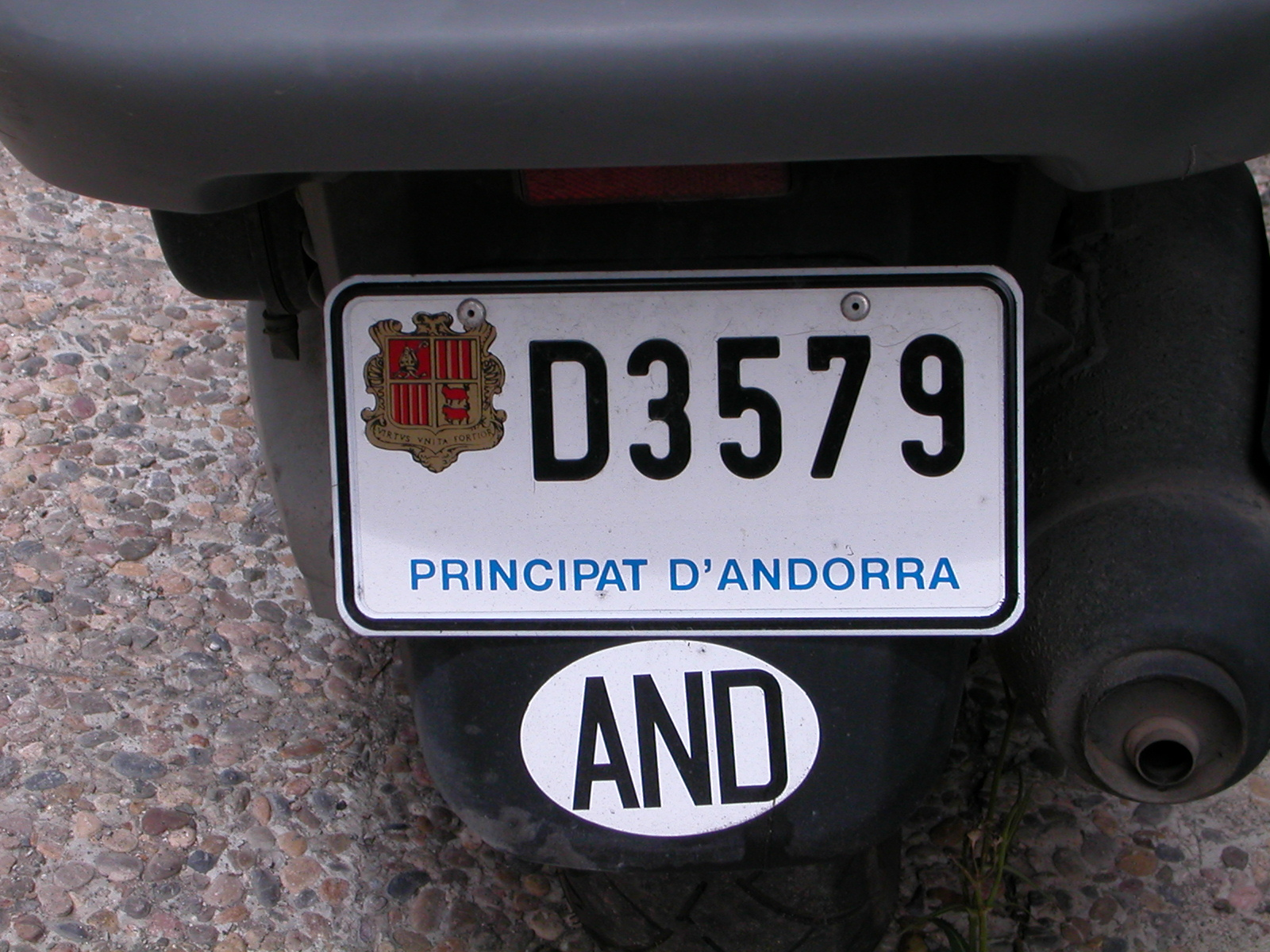
AND-Oval für Andorra unter dem Kfz-Kennzeichen
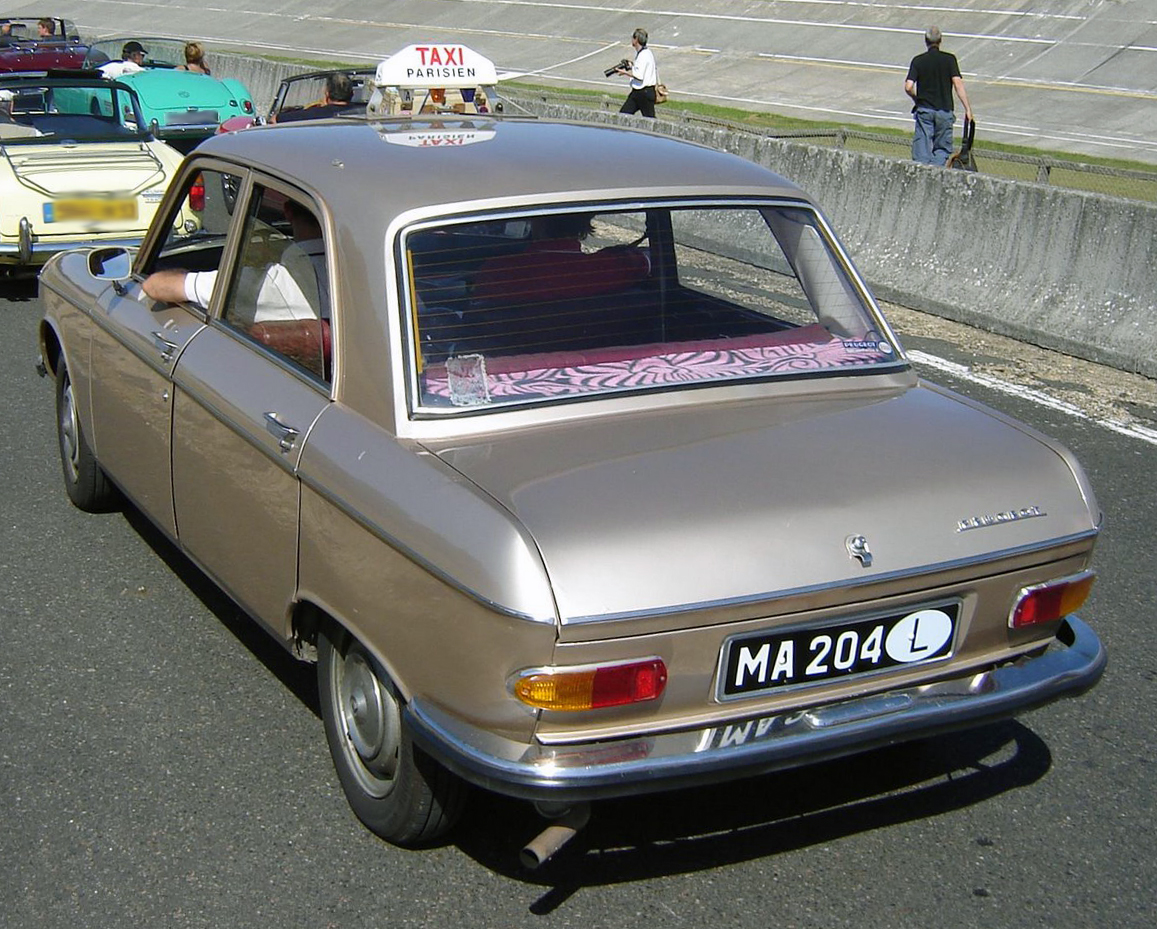
Im Nummernschild integriertes Oval aus Luxemburg
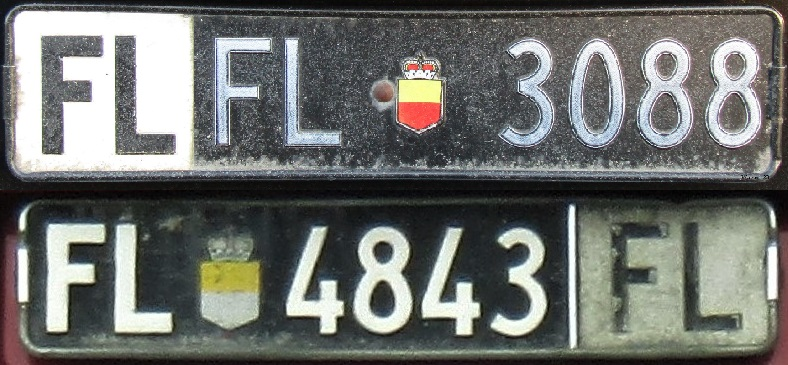
Integriertes Nationalitätszeichen aus Liechtenstein

### Ähnliche Zeichen
Statt in Originalgröße werden Nationalitätszeichen auch bis linear halb so klein verwendet. Es gibt Spritzschutzlappen aus dunkelgrauem Gummi am Heck von Motorrollern oder hinter Lkw-Reifen, die das Zeichen innerhalb einer ovalen erhabenem Umrandung aufgedruckt haben. Nationalitätszeichen, die als Werbegeschenk abgegeben werden, weisen oft kleine Werbelogos beidseitig eines Einzelbuchstabens auf.
All diese Varianten werden häufig toleriert, erfüllen aber die Kennzeichnungspflicht nicht.
Neben den offiziellen Nationalitätszeichen existieren privat herausgegebene, sich daran anlehnende inoffizielle Schilder, die meist die Zugehörigkeit zu einer bestimmten Region innerhalb eines Landes darstellen sollen. Beispiele hierfür sind Ovale mit den Buchstaben BY (für Bayern), FRL (für Friesland), VL (für Vlaanderen (Flandern)), BZH (für Breizh (Bretagne)) sowie C vor senkrechten Streifen in rot und gelb oder CAT (für Catalunya (Katalonien)).
Besondere Zeichen werden auch für Fahrzeuge des Diplomatischen und Konsularischen Korps verwendet. Sie sind oft oval und umrandet, schwarz auf gelb oder rot auf weiß und gleichen von der Form her, auch wenn sie eher kleiner sind, den Nationalitätszeichen, sie geben aber statt der Herkunft den Status eines Fahrzeugs an. Genutzt werden dazu die Buchstabenkombinationen CC, CD und CMD (für franz. Corps Consulaire/Diplomatique, Chef de Mission Diplomatique), sowie in wenigen Fällen auch weitere Abkürzungen in der jeweiligen Landessprache. Siehe dazu: Diplomatenkennzeichen
Bei spanischen Fahrzeugen führen rechteckige Schilder mit der Aufschrift SP schwarz auf weiß häufig zu Verwechslungen. SP steht in diesem Fall für Servicio Público und nicht für das Herkunftsland Spanien, das E als Nationalitätszeichen führt.

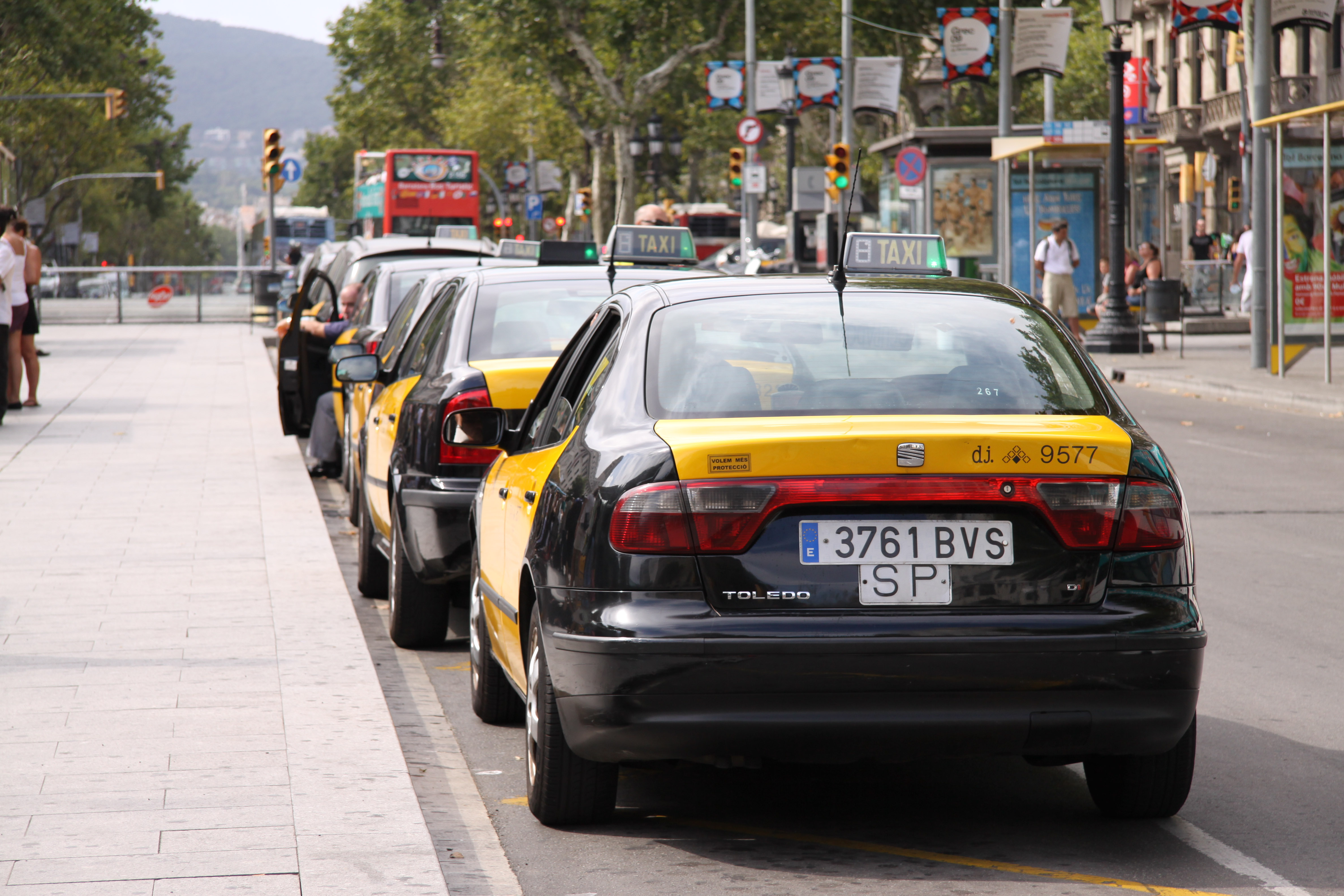
SP-Schild an einem spanischen Taxi

## Länderkennzeichen im Briefdienst
In der Vergangenheit wurde empfohlen, bei Briefsendungen ins Ausland der ausländischen Postleitzahl das entsprechende Länderkennzeichen für den Briefdienst durch einen Bindestrich getrennt voranzustellen. Diese Ländercodes waren den Kfz-Nationalitätszeichen ähnlich, z. B. D für Deutschland, A für Österreich, CH für die Schweiz, L für Luxemburg. Seit Ende der 1990er Jahre wird dies nicht mehr empfohlen. Seit 1. Januar 2006 ist diese Handhabung in Deutschland offiziell nicht mehr zulässig, in Österreich schon seit 1. Januar 2005.